# لیک ویو (آرکانزاس)
لیک ویو (آرکانزاس) (به انگلیسی: Lake View, Arkansas) یک شهر در ایالات متحده آمریکا با جمعیت ۵۳۱ نفر است که در آرکانزاس واقع شده‌است.